# Notre prison est un royaume
Notre prison est un royaume est un roman de Gilbert Cesbron paru en 1948 aux Éditions de la Jeune Parque puis publié dans Le Livre de Poche en 1963. Ce roman obtient le prix Sainte-Beuve.
À Paris, entre les deux guerres, des lycéens recherchent les causes de la mort de l'un d'entre eux.

## Personnages
- François Voisin, dit Athos : naïf, enfantin, poète, enrage de n'être qu'un enfant qui croit aux grandes personnes.
- Pascal Delange, dit Aramis : beau, blond, pour lui, la vie ne se limitait pas au lycée ; il se moquait gentiment de François dès qu'« il mêlait les profs à leurs jeux ».
- Jean-Jacques Hardrier, dit Rouquinoff, dit Porthos : roux, mystérieux, un peu débauché, poète.
- Alain Fauchier-Delmas, dit D'Artagnan : vantard, intrépide, loyal.
- Fieschi : à la différence de Pascal « très brun, cheveux bouclés courts, lèvres luisantes mais le même air tranquille et sûr ». Il représente le double – peut-être négatif – de Pascal.
- Le Colonel et Madame Delange : les parents de Pascal.
- Sylvie : la cousine de Pascal.

## Résumé
Le récit commence avec la dernière semaine des vacances d’été, durant les années 1920. On fait connaissance avec François Voisin, le personnage principal de ce roman. François a trois amis, qu’il se réjouit de retrouver à la rentrée, Pascal Delange, son meilleur ami qu’il admire énormément, Jean-Jacques Hardrier, dit Rouquinoff, et Alain Fauchier-Delmas. À eux quatre, ils se considèrent comme les «Quatre mousquetaires».
Quelques jours avant la rentrée, François se rend au lycée pour voir les listes des classes. C’est là qu’il revoit le concierge du lycée, toujours défini par «pch pch pch», qui ponctue toutes ses phrases. C’est également ce jour-là que François revoit Alain, qui lui fait découvrir une cave, sous le bureau du proviseur, une cave qu’ils vont aménager à leur manière avec des tapis, des coussins, mais surtout avec des bouteilles et des cigares qui vont leur apporter passablement d’ennuis[Quoi ?]. François la nomme Bételgeuse, en hommage à Pascal qui rêve d’un bateau qui s’appellerait Bételgeuse. C’est l’une des nombreuses fois où on peut s’apercevoir de l’admiration de François pour Pascal.
Et puis, c’est la rentrée, nous sommes le 1er octobre et c’est le retour de 
la routine. Les amis se retrouvent et reprennent leurs petites habitudes des années passées, mais l’un des quatre Mousquetaires manque à l’appel, c’est Pascal Delange.
Les trois amis sont inquiets, mais ne s’en préoccupent pas plus que cela. Dans le même temps, arrive un nouvel élève, Fieschi, qui se place à la place de Delange. François le détestera immédiatement.
Les règles du lycée sont très vite «enseignées» aux nouveaux par les anciens, dont François, Jean-Jacques et Alain font notamment partie.
Fieschi s’impose immédiatement dans la classe en refusant de se faire attribuer un surnom comme tous les autres, c’est ce qui le démarquera toujours.
Ce même jour, le censeur vient dans la classe annoncer
aux trois Mousquetaires leur convocation dans le bureau du proviseur.
C’est là que «l’aventure» du roman commence. Ils apprennent que leur ami Pascal vient de mourir. Un banal accident d’après le proviseur, mais François apprend par la bonne de Pascal, le jour de l’enterrement, que son meilleur ami n’a pas eu un accident, mais qu’il s’est suicidé. C’est le choc. Évidemment, François le confie à ses deux amis ; ils décident d’aller voir le père de Pascal pour apprendre les raisons de son acte. Le père de Pascal est Colonel, il leur faut donc se rendre à la caserne où ils se perdent et finissent par renoncer à trouver leur homme. 
Pourtant, François, dont Pascal était le meilleur ami, refuse de laisser tomber, et il compte toujours découvrir ce qui a poussé Pascal à se suicider.
La vie au lycée continue malgré ces événements difficiles pour les trois amis, notamment les traditionnelles rivalités entre classes qui finissent par des bagarres générales et surtout des heures de colle. Le jour de la colle générale est un événement important.
François décide d’aller au cimetière se recueillir sur la tombe de Pascal. Là-bas, il se met à pleurer sur la tombe de son ami, mais il se ressaisit rapidement, "ça n’aurait pas plu à Pascal de le voir ainsi", pense-t-il. En partant, il aperçoit Couderc, son professeur de français, détesté du vivant de Delange, qui s’approche de sa tombe. Nouveau mystère.
François est de plus en plus triste et comprend de moins en moins. Un corbillard qui redescend du cimetière lui propose de le ramener jusqu’à la grille, et survient alors l’une de ces conversations inopinées qui, au cours du roman, lui permettent de grandir, de comprendre le sens de la vie et d’avancer un peu, sans pour autant oublier sa peine.
Dès lors, François veut savoir ce que Couderc a à voir avec Delange. Évidemment, ses deux compagnons sont mis au courant, et décision est prise d’aller parler au frère cadet de Delange dans le petit lycée qui était le leur autrefois.
Le lendemain, le concierge vient remettre un mot à Couderc durant son cours. Ce billet l’accuse d’être responsable de la mort de Delange car quelques jours avant sa mort, Delange avait eu une grave dispute avec son père à cause de Couderc. En effet, celui-ci maintenait un zéro pointé en français, le seul point faible de Pascal, ce qui l'aurait fait redoubler - ce que son père n’acceptait pas - ; ainsi s'explique la mort de Delange. Couderc s'en veut mais il refuse néanmoins d’admettre qu’il a fait une erreur.
À la rentrée des vacances d’hiver, Alain se fait renvoyer du lycée après le boycott organisé - dont il est l’auteur - d’une cérémonie importante qui s'est déroulée dans l’établissement. Alors qu’un des surveillants, Meunier, doit le ramener chez lui, Alain s’arrange pour lui faire prendre un mauvais train, et ils se retrouvent tous les deux au Havre, au bord de la mer. Grave erreur, voir la mer ayant toujours été le rêve du surveillant qui, fou de joie, oublie de lui faire la morale. Il est d’ailleurs tellement heureux qu’il fait réintégrer le lycée à Alain le lendemain même.
Un jour pourtant, la mère de Delange vient voir les Mousquetaires au lycée. Voilà six mois que Pascal est mort, et elle souhaite associer ses amis à une cérémonie commémorative. François est le seul à pouvoir y assister, et il y rencontre la cousine de Pascal, qui fut l’un des éléments clés expliquant sa mort car il en était amoureux.
Pourtant la réaction inattendue de la mère de Pascal le surprend, elle semble résignée, alors que François a vraiment besoin de comprendre. Il s’enfuit alors de chez eux. Mais sur le chemin, il rencontre l’ancienne bonne de Pascal qui lui fait lire le journal de Pascal tenait, montagne de révélations qui vont permettre à François de comprendre ce qui a poussé son ami à se suicider six mois plus tôt.
La question qui a détruit Pascal était : « Est-ce que j’existe ? », il cherchait à 
découvrir le sens de la vie. Sa famille, ses amis, ainsi que tous les événements qui précédèrent le jour de sa mort constituèrent un amoncellement de détails qui le convainquirent d’en finir. Ce sont toutes ces révélations qui permettront à François de faire le deuil de son ami et de tirer une vraie leçon de vie de sa mort en revivant les derniers instants de Pascal comme il les a vécus.